# Trofeo Palma-Palma 2023
La 31.ª edición de la clásica ciclista Trofeo playa de Palma-Palma fue una carrera en España que se celebró el 29 de enero de 2023 sobre un recorrido de 141,6 kilómetros en la isla balear de Mallorca. La carrera formó parte del quinto trofeo de la Challenge Ciclista a Mallorca 2023.
La carrera formó parte del UCI Europe Tour 2023, calendario ciclístico de los Circuitos Continentales UCI, dentro de la categoría 1.1 y fue ganada por el británico Ethan Vernon del Soudal Quick-Step. Completaron el podio, como segundo y tercer clasificado respectivamente, el eritreo Biniam Girmay del Intermarché-Circus-Wanty y el belga Jarne Van De Paar del Lotto Dstny.

## Equipos participantes
Tomaron parte en la carrera 21 equipos: 8 de categoría UCI WorldTeam, 10 de categoría UCI ProTeam, 2 de categoría Continental y la selección de España. Formaron así un pelotón de 143 ciclistas de los que acabaron 137. Los equipos participantes fueron:
| WorldTeams (8)- Bora-Hansgrohe - Arkéa-Samsic - Cofidis - EF Education-EasyPost - Intermarché-Circus-Wanty - Movistar Team - Soudal Quick-Step - UAE Team Emirates ProTeams (10)- Burgos-BH - Caja Rural-Seguros RGA - Eolo-Kometa - Euskaltel-Euskadi - Equipo Kern Pharma - Green Project-Bardiani CSF-Faizanè - Human Powered Health - Israel-Premier Tech - Lotto Dstny - Team Flanders-Baloise Equipos continentales (2)- Electro Hiper Europa - Project Echelon Racing Equipo nacional- España |
| |

## Clasificación final
- La clasificación finalizó de la siguiente forma:[3]

| \| Clasificación general \| Clasificación general \| Clasificación general \| Clasificación general \| Clasificación general \| \| Ciclista \| Ciclista \| Equipo \| Tiempo \| \| \| --------------------- \| --------------------- \| ------------------------ \| --------------------- \| --------------------- \| \| 1.º \| Ethan Vernon \| Soudal Quick-Step \| 3 h 09 min 37 s \| \| \| 2.º \| Biniam Girmay \| Intermarché-Circus-Wanty \| + 0 s \| \| \| 3.º \| Jarne Van de Paar \| Lotto Dstny \| + 0 s \| \| \| 4.º \| Iván García Cortina \| Movistar Team \| + 0 s \| \| \| 5.º \| Juan Sebastián Molano \| UAE Team Emirates \| + 0 s \| \| \| 6.º \| Stanisław Aniołkowski \| Human Powered Health \| + 0 s \| \| \| 7.º \| Tom Van Asbroeck \| Israel-Premier Tech \| + 0 s \| \| \| 8.º \| Daniel Babor \| Caja Rural-Seguros RGA \| + 0 s \| \| \| 9.º \| Axel Zingle \| Cofidis \| + 0 s \| \| \| 10.º \| Owain Doull \| EF Education-EasyPost \| + 0 s \| \| |                       |                          |                 |
| |                       |                          |                 |
| Fuente: ProCyclingStats |                       |                          |                 |
| Clasificación general |                       |                          |                 |
| Ciclista | Ciclista              | Equipo                   | Tiempo          |
| 1.º | Ethan Vernon          | Soudal Quick-Step        | 3 h 09 min 37 s |
| 2.º | Biniam Girmay         | Intermarché-Circus-Wanty | + 0 s           |
| 3.º | Jarne Van de Paar     | Lotto Dstny              | + 0 s           |
| 4.º | Iván García Cortina   | Movistar Team            | + 0 s           |
| 5.º | Juan Sebastián Molano | UAE Team Emirates        | + 0 s           |
| 6.º | Stanisław Aniołkowski | Human Powered Health     | + 0 s           |
| 7.º | Tom Van Asbroeck      | Israel-Premier Tech      | + 0 s           |
| 8.º | Daniel Babor          | Caja Rural-Seguros RGA   | + 0 s           |
| 9.º | Axel Zingle           | Cofidis                  | + 0 s           |
| 10.º | Owain Doull           | EF Education-EasyPost    | + 0 s           |

## UCI World Ranking
El Trofeo Playa de Palma-Palma otorgó puntos para el UCI World Ranking para corredores de los equipos en las categorías UCI WorldTeam, UCI ProTeam y Continental. Las siguientes tablas son el baremo de puntuación y los diez corredores que obtuvieron más puntos:
| Posición   | 1.º | 2.º | 3.º | 4.º | 5.º | 6.º | 7.º | 8.º | 9.º | 10.º | 11.º | 12.º | 13.º-15.º | 16.º-25.º |
| Puntuación | 125 | 85  | 70  | 60  | 50  | 40  | 35  | 30  | 25  | 20   | 15   | 10   | 5         | 3         |

| Clasificación |                       |                          |        |
| Posición      | Ciclista              | Equipo                   | Puntos |
| ------------- | --------------------- | ------------------------ | ------ |
| 1.º           | Ethan Vernon          | Sodaul Quick-Step        | 125    |
| 2.º           | Biniam Girmay         | Intermarché-Circus-Wanty | 85     |
| 3.º           | Jarne Van De Paar     | Lotto Dstny              | 70     |
| 4.º           | Iván García Cortina   | Movistar                 | 60     |
| 5.º           | Juan Sebastián Molano | UAE Emirates             | 50     |
| 6.º           | Stanisław Aniołkowski | Human Powered Health     | 40     |
| 7.º           | Tom Van Asbroeck      | Israel-Premier Tech      | 35     |
| 8.º           | Daniel Babor          | Caja Rural-Seguros RGA   | 30     |
| 9.º           | Axel Zingle           | Cofidis                  | 25     |
| 10.º          | Owain Doull           | EF Education-EasyPost    | 20     |